# 伊余国造
伊余国造（いよのくにのみやつこ・いよこくぞう）は、後の令制国の伊予国伊予郡、現在の愛媛県伊予郡を支配した国造。
『先代旧事本紀』「国造本紀」によれば、成務天皇の御世に、印幡国造と同祖の敷桁彦命の子の速後上命を国造に定められたとされる。8世紀初頭に確立した律令国家が松山平野に位置した「伊余国造」の名をとって令制国を「伊予国」としたのは、ヤマト王権にとって対九州との関係で重要な拠点であり、来住台地上に久米官衙群が存在したためともされる。